# Das (kommun)
Das är en kommun i Spanien.   Den ligger i provinsen Província de Girona och regionen Katalonien, i den nordöstra delen av landet, 500 km öster om huvudstaden Madrid. Antalet invånare är 222. Arean är 14,6 kvadratkilometer. Das gränsar till Alp, Bagà, Urús, Prats i Sansor, Isòvol, Ger och Fontanals de Cerdanya. 
Terrängen i Das är kuperad åt sydost, men åt nordväst är den platt.